# Éditions du Dialogue

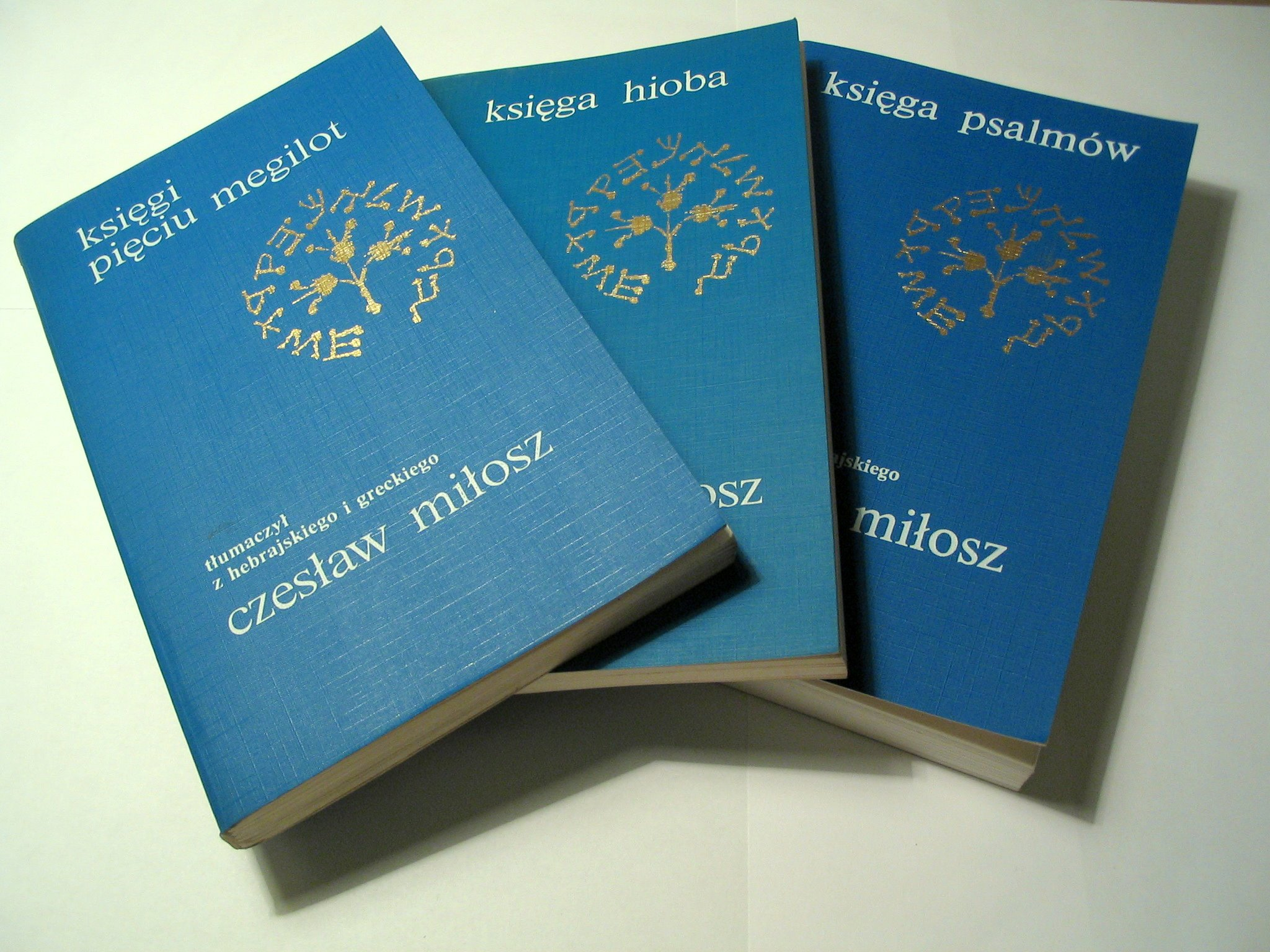
Przekłady biblijne Czesława Miłosza (1977–1989)

Éditions du Dialogue (pl. Wydawnictwo Dialogu) – działająca w Paryżu polska oficyna wydawnicza, założona przez pallotynów (ks. Józefa Sadzika) w 1966 r., a rozwiązana w latach 90. Drukarnia wydawnictwa (Imprimerie de Busagny) mieściła się w Osny.
Akcja wydawnicza paryskich pallotynów rozwijała się pod patronatem prymasa Wyszyńskiego i początkowo kierowana była przez Episkopat Polski.
Po śmierci Sadzika dyrektorem wydawnictwa był Zenon Modzelewski, a pracami redakcyjnymi w ostatnich dziesięcioleciach kierowała Danuta Szumska.
Spośród wydawanych pozycji wyróżniały się szczególnie te należące do zapoczątkowanej w 1967 serii „Znaki Czasu”. Do 1993 roku ukazało się 56 tomów serii. Na serię tę składały się prace naukowe adresowane do polskiego duchowieństwa i inteligencji świeckiej (w większości tłumaczone z języków obcych), podejmujące tematykę aktualną (zgodnie z soborowym wezwaniem badania „znaków czasu”): odnowy Kościoła, stosunku do ateizmu, etc. Z autorów polskich drukowano dzieła m.in. Karola Wojtyły, Alfonsa Nossola i Józefa Tischnera czy przekłady biblijne Czesława Miłosza.
Blisko milion egzemplarzy miało kilka wydań książeczki przygotowującej do I Komunii św. Panie mój autorstwa Księdza Tymoteusza (bpa Józefa Zawitkowskiego).
Z wydawnictwem współpracowali artyści przebywający poza krajem: Roman Cieślewicz, Jerzy Chudzik, Jan Lebenstein, ks. Witold Urbanowicz. Działalność Editions du Dialogue nastawiona była w większej mierze na kraj niż na emigrację, nawet w czasach PRL. O kłopotach i osiągnięciach pallotyńskiej oficyny wydawniczej pisał Jerzy Giedroyc: „Ogromna robota prowadzona przez tak szczupły zespół komplikowała się jeszcze trudnościami w przesyłaniu wydawnictw Éditions du Dialogue do Polski, a przecież szło o ogromne nakłady. Były one przetrzymywane, a nawet konfiskowane. Wymagało to bardzo żmudnych interwencji i zabiegów” (Nasza Rodzina, 1994, nr 9, s. 9).
Szacuje się, że przekazano do Polski ok. 14 mln egzemplarzy publikacji Éditions.
Z wydawnictwem związane było działające do dziś Centrum Dialogu.